# A Hat in Time
A Hat in Time è un videogioco a piattaforme sviluppato da Gears for Breakfast e pubblicato per Microsoft Windows, macOS, PlayStation 4, Xbox One e Nintendo Switch.
Il gioco è stato finanziato attraverso una campagna Kickstarter ed è stato ispirato da altri platform 3D, come Super Mario 64, Banjo-Kazooie, Psychonauts e Super Mario Sunshine.

## Trama
A Hat in Time vede come protagonista Hat Kid, una bambina che viaggia in una navicella spaziale per ritornare a casa. Durante il tragitto, un membro della Mafia del pianeta sottostante bussa fuori dalla nave per riscattare la tassa di pedaggio; il rifiuto di Hat Kid porta l'uomo a rompere il vetro del veicolo, risucchiando fuori verso il pianeta sia i due che il carburante della navicella, i cosiddetti "Frammenti Temporali".
Hat Kid dovrà quindi avventurarsi nei diversi mondi di questo pianeta per recuperare i Frammenti Temporali perduti e ripartire verso la sua terra natale, imbattendosi così in diversi personaggi che la ostacoleranno nella sua impresa. Tra di essi spicca Baffuccetto Rosso, una ragazzina ribelle baffuta che dapprima si allea con Hat Kid per combattere contro i membri della Mafia, ma una volta scoperto che i Frammenti Temporali sono in grado di riavvolgere il tempo e che Hat Kid non li vuole usare per sconfiggere il male, decide di rubarli e prenderli per sé. Poi ancora il Capotreno e DJ Grooves, due registi, rispettivamente un Gufo Espresso e un Pinguino Lunare, che competono per l'Annuale Trofeo del Film degli Uccelli. Il Rapitore, un'ombra i cui poteri provengono dai contratti che usa Hat Kid per i suoi scopi alla fine tenersi i Frammenti Temporali tutti per sé. C'è poi l'Imperatrice che è a capo degli abitanti di Nyakuza Metro. Alla fine si scopre che Baffuccetto Rosso ha preso il controllo di Mafia Land e vuole mettere in esecuzione tutti i cattivi del mondo, Hat Kid va quindi da lei per sconfiggerla, recuperare l'ultimo Frammento Temporale e riavvolgere il tempo fino al suo arrivo. Il giocatore può decidere se lasciar cadere un Frammento Temporale dando così a Baffuccetto Rosso il potere per sconfiggere la Mafia, indipendentemente dalla decisione Hat Kid riaziona la navicella per tornare a casa, nonostante gli amici che lei si è fatta nel corso dell'avventura cerchino di fermarla.

## Modalità di gioco
Il gioco appartiene al genere dei videogiochi a piattaforme 3D, con la visuale in terza persona. Il giocatore può avventurarsi in quattro mondi, nei quali è possibile collezionare diversi strumenti, risolvere enigmi e sconfiggere nemici con il proprio ombrello. Gli strumenti principali da collezionare sono i "Time Pieces", in totale 40, indispensabili per accedere a diverse fasi successive del gioco. Hat Kid può inoltre accumulare diverse nuove abilità attraverso l'utilizzo dei "Pons", piccole sfere collezionabili in giro per i mondi, e l'accumulo di Gomitoli, per la creazione di nuovi tipi di cappelli con diverse funzionalità. Altre tipologie di oggetti collezionabili sono le Reliquie, in grado di sbloccare livelli bonus chiamati "Time Rift", e i "Rift Tokens", scambiabili per remix della colonna sonora e look alternativi per i cappelli posseduti. 